# Frédéric Gillot
 (février 2017).
Si vous disposez d'ouvrages ou d'articles de référence ou si vous connaissez des sites web de qualité traitant du thème abordé ici, merci de compléter l'article en donnant les références utiles à sa vérifiabilité et en les liant à la section « Notes et références ».
Pour les articles homonymes, voir Gillot.
Frédéric Gillot, né à Ougrée le 16 septembre 1962, est un homme politique belge, wallon et francophone, membre du PTB.
Il est ouvrier sidérurgiste et délégué syndical.

## Carrière politique
- Député wallon depuis le 17 juin 2014
  - Député de la Communauté Française (Fédération Wallonie-Bruxelles)